# Ahmed Faraj El Masli
Ahmed Hussein Al Masli Fraj (arabe : أحمد فرج حسين المصلي), né le 4 mars 1979, est un footballeur international Libyen. 
Il joue actuellement pour le Club athlétique bizertin où il évolue au poste d'attaquant. Il est également membre de l'équipe nationale de Libye.

## Carrière
En marquant contre Al Hilal le 21 novembre 2008, El Masli  devient le seul joueur à avoir marqué contre chaque équipe du Championnat de Libye[réf. nécessaire].
Après deux bonnes saisons avec Ahly Benghazi (2008-10), il signe un contrat de deux ans avec le club égyptien de l'Al Entag Al Harby.
Le 27 décembre 2011, il signe un contrat de 1 an et demi en faveur du Club athlétique bizertin.